# Aeropuerto de Gran Canaria
Luchthaven Gran Canaria (Spaans: Aeropuerto de Gran Canaria), ook wel bekend als Las Palmas Airport en Gando Airport, bevindt zich aan de oostkust van het eiland Gran Canaria, ongeveer 19 km ten zuiden van Las Palmas de Gran Canaria. De luchthaven is in 1930 opengesteld voor passagiersvluchten, nadat het eerst gebruikt werd door de Spaanse luchtmacht. De huidige terminal, die geopend werd in 1973 en verbouwd in 1991, verving de oude terminal uit 1946. In 2013 werd de terminal verbouwd en uitgebreid waardoor het aantal bagagebanden en incheckbalies toenam. Er zijn ook plannen een nieuwe landingsbaan aan te leggen. Gran Canaria is het eiland met het tweede grootste aantal passagiers op de Canarische Eilanden, na Tenerife.
In 2011 maakten meer dan 10,5 miljoen passagiers gebruik van de luchthaven en werd 23,7 miljoen ton aan goederen in- en uitgevoerd. In 2019 waren er 13.261.405 passagiers, tijdens de Coronapandemie in 2020 nog 5.134.372, dit aantal steeg in 2021 naar 6.899.523. 
De luchthaven was ten tijde van het Spaceshuttleprogramma van NASA een alternatieve (nood)landingsplek voor de Space Shuttle.
De Spaanse luchtmacht heeft een basis op de luchthaven waar het enkele gevechtsvliegtuigen heeft gestationeerd.

## Bomaanslag 1977 en vliegramp Tenerife
Op 27 maart 1977 om 13:15 uur ontplofte er in de terminal van de luchthaven van Gran Canaria een bom die daar door een afscheidingsbeweging was geplaatst. Autoriteiten waren vlak daarvoor gewaarschuwd waardoor de terminal op tijd ontruimd was. Toch raakten 8 mensen gewond. Omdat er kort na de eerste ontploffing een melding was binnengekomen dat er een tweede bom verstopt was op de luchthaven, werd besloten het vliegveld te sluiten. Verschillende vliegtuigen weken daarom uit naar Los Rodeos op Tenerife. Die drukte die daar ontstond door het extra vliegverkeer is een van de factoren geweest die hebben geleid tot de vliegtuigramp van Tenerife: het grootste luchtvaartongeluk ooit. Het betrof een botsing op de startbaan tussen twee Boeings 747: een van Pan Am en een van KLM. Hierbij kwamen 583 mensen om het leven.